# Fenestrellina
Fenestrellina is een geslacht van mosdiertjes uit de klasse van de Bryozoa (Mosdiertjes).

## Soort
- Fenestrellina cyclofenestrata Condra, 1902